# لو تلخن
لو تلخن (انگلیسی: Lou Tellegen؛ ۲۶ نوامبر ۱۸۸۱ – ۲۹ اکتبر ۱۹۳۴) یک فیلم‌نامه‌نویس، کارگردان و هنرپیشه اهل هلند - ایالات متحده آمریکا بود.
از فیلم‌ها یا برنامه‌های تلویزیونی که وی در آن نقش داشته است می‌توان به زن و بازیچه او و ۳ مرد بد اشاره کرد.